# Medina de Rioseco

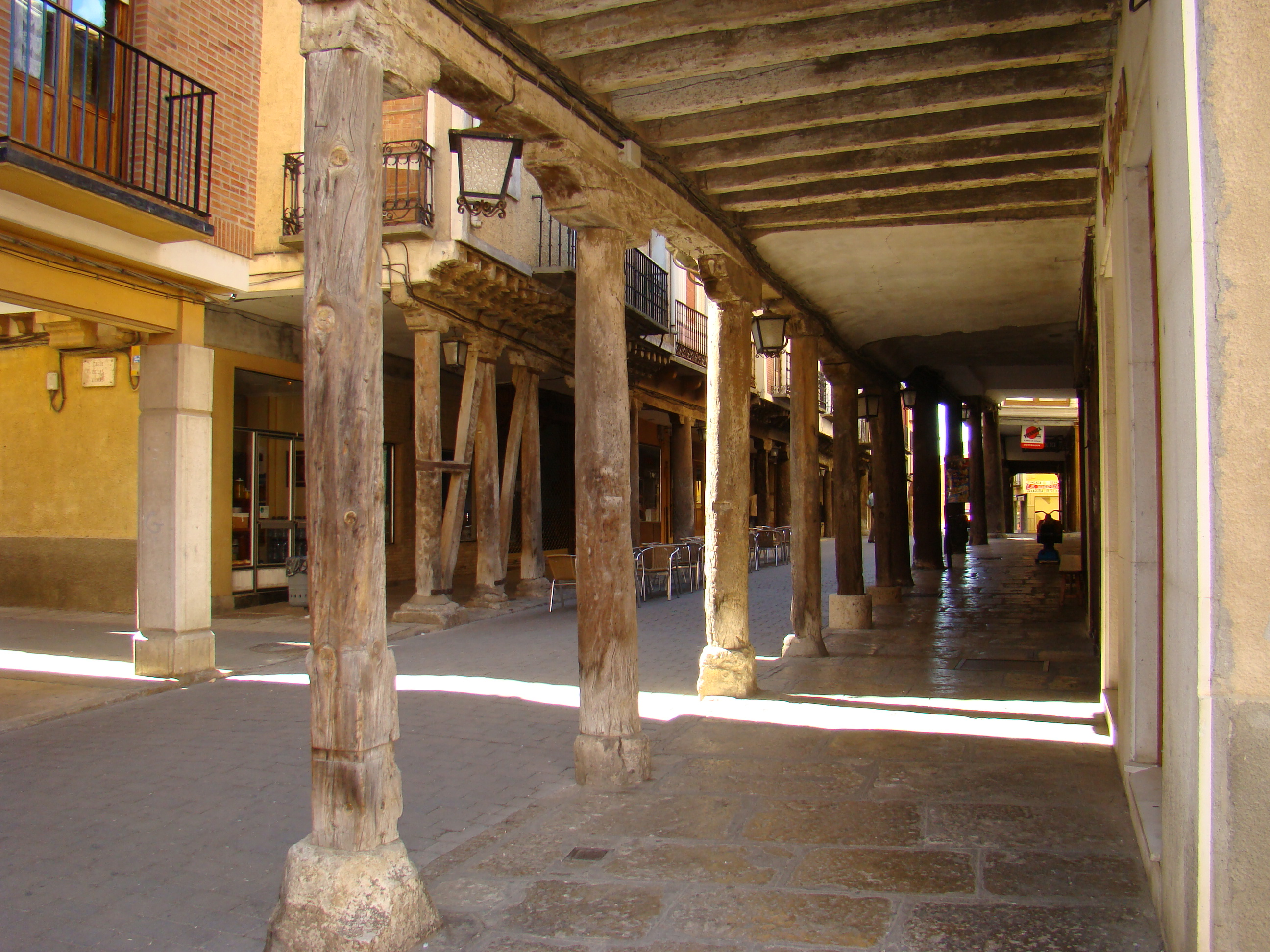

Medina de Rioseco là một đô thị trong tỉnh Valladolid, Castile và León, Tây Ban Nha. Theo điều tra dân số 2004 (INE), đô thị này có dân số là 5.037 người.